# Gabrielle d'Estrées
Gabrielle d'Estrées, vévodkyně de Beaufort, de Verneuil, markýza de Monceaux (1570 – 10. dubna 1599 Paříž) byla oficiální milenka (maîtresse-en-titre), důvěrnice a rádkyně krále Jindřicha IV. Francouzského z rodu Bourbonů. Přesvědčila Jindřicha, původně protestantského krále navarrského, aby v roce 1593 konvertoval ke katolicismu. Později naléhala na francouzské katolíky, aby přijali edikt nantský, který zaručoval určitá práva protestantům. Pro krále bylo legálně nemožné se s ní oženit, protože již byl ženatý s Markétou z Valois, ale Gabriellu uznal za matku tří svých dětí a jako „nejcennější předmět z našeho přátelství“.

## Místo narození a původ
Narodila se v roce 1570 (podle jiných zdrojů v roce 1573) buď na zámku Château de la Bourdaisière v Montlouis-sur-Loire v historické krajině Touraine nebo na Château de Cœuvres v Pikardii. Její rodiče byli Antoine d'Estrées, markýz de Cœuvres a Françoise Babou de La Bourdaisière, která dříve byla milenkou Jindřicha III., francouzského krále z rodu Valois.

## Královská metresa
V listopadu 1590 se Jindřich IV. zamiloval do asi 19leté Gabrielly d'Estrées. Uprostřed jeho velkého boje s francouzskou Katolickou ligou se Gabrielle stala jeho milenkou. Oba neměli zábrany projevovat svou vzájemnou náklonnost na veřejnosti, a to přesto, že Jindřich byl již ženatý s Markétou z Valois („královna Margot“). Gabriellin otec, který se ji snažil uchránit před tak problematickým krokem, ji rychle provdal za Nicholase d'Amerval, pána de Liancourt, Cerfontaines, Mézières, Falvy-sur-Somme a barona de Benais. Toto manželství však nebylo šťastné.
Gabrielle následovala Jindřicha během vojenských tažení, a to navzdory nepohodlí a vysokému stupni těhotenství. Trvala na tom, aby byl její stan vždy poblíž bojiště, aby měl král čisté oblečení, aby se dobře po bitvě najedl. V době, kdy Jindřich bojoval, vedla Gabrielle čilou korespondenci. Jindřich si cenil její loajality, inteligence i praktičnosti, a proto jí svěřoval různá státní i soukromá tajemství a řídil se jejími radami. Po dobu vzájemné odluky posílal Jindřich IV. Gabrielle často dopisy, psané v průběhu tažení nebo již ve válečných táborech.

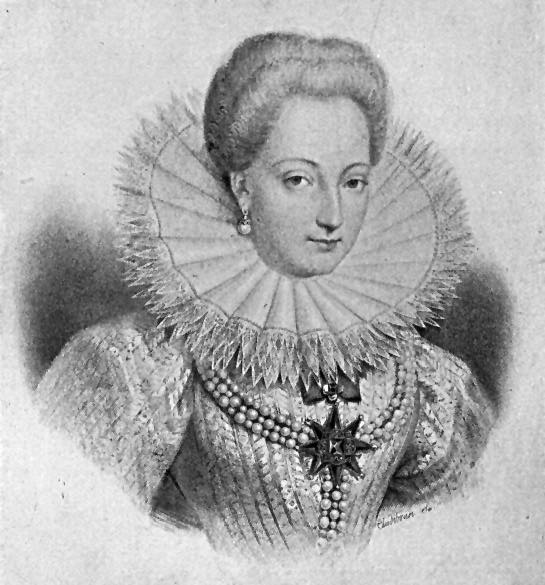
Portrét Gabrielly d'Estrées

Gabrielle se narodila do římskokatolické rodiny a byla toho názoru, že nejlepším způsobem, jak ukončit náboženské války je, aby se sám Jindřich IV. stal katolíkem. Jindřich chápal dobře význam tohoto argumentu a 25. července 1593 prohlásil, že „Paříž stojí za mši“, a  trvale se vzdal protestantismu. Toto mu umožnilo, aby se dne 27. února 1594 nechal korunovat králem Francie. Jindřich také zařídil, aby manželství Gabrielly s Liancourtem bylo téhož roku zrušeno. Podrobnosti rozvodu nebyly právě ke cti krále a jeho milenky, protože se rozhodli obvinit Liancourta z impotence, přestože tento prokazatelně potomky měl.

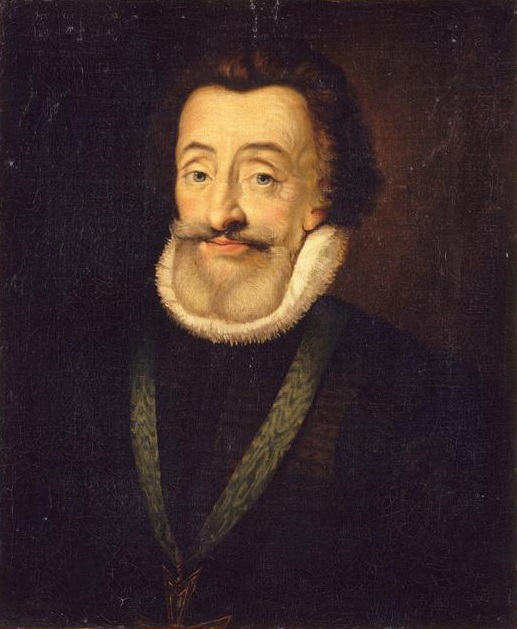
Jindřich IV., královský milenec Gabrielly d'Estrées

Dne 7. června 1594 se králi a Gabrielle narodil první potomek, syn César de Bourbon, budoucí vévoda de Vendôme. Král k jeho narození nechal nařídit pořádání oslav, jako kdyby se jednalo o legitimního potomka. Dne 4. ledna 1595 potom Jindřich IV. oficiálně uznal a legitimizoval svého syna v textu, který nechal potvrdit pařížským parlamentem. V tomto textu také označil Gabriellu d'Estrées jako matku svého syna a jako „předmět nejcennější z našeho přátelství“. Jinými slovy, Jindřich IV. nechal Pařížský parlament oficiálně ratifikovat Gabriellu jako titulární metresu francouzského krále. V roce 1596 daroval Gabrielle titul markýzy de Monceaux a v následujícím roce ji učinil vévodkyní de Beaufort, čímž se stala francouzským pairem.
Jindřich IV. také legitimizoval další dvě děti, které měl s Gabriellou: Catherine-Henriette de Bourbon, narozenou v roce 1596, a Alexandra de Bourbon, narozeného v roce 1598. Vztah mezi Jindřichem a Gabriellou nebyl pozitivně vnímán některými kruhy francouzské aristokracie, což vedlo k šíření pamfletů, které vévodkyni činily odpovědnou z některých neúspěchů francouzského národa a státu. Často v nich byla popisována jako la duchesse d´Ordure (vévodkyně Špína).
Gabrielle se stala Jindřichovým nejdůležitějším diplomatem a pomocí svých známostí z různých rodin katolické Ligy dosáhla míru. V březnu 1596 dal Jindřich Gabrielle i své sestře Kateřině sadu zlatých klíčů, které jim udělovaly právo zasedat v královské radě. Tento dar potěšil Gabriellu natolik, že malé klíče nosila na řetízku kolem krku.
V roce 1598 vydal Jindřich edikt nantský, který zaručoval hugenotům jistá práva. Hugenotka Kateřina a katolička Gabrielle se spojily, aby se zabývaly námitkami jak katolíků, tak hugenotů a prováděly dozor nad dodržováním ediktu. Jindřich byl jejím úsilím tak ohromen, že napsal: „Moje milenka dosáhla takového brilantního řečnického umění, že sama dokáže tvrdě obhajovat nový edikt“. 

## Smrt
Poté, co požádal papeže Klementa VIII. o anulování svého manželství a oprávnění se znovu oženit, dal Jindřich IV. v březnu 1599 své milence zásnubní prsten. Gabrielle, která si byla jistá uskutečněním svatby, řekla: „Pouze Bůh nebo smrt krále by mohli ukončit mé štěstí.“ O několik dní později, 9. dubna, u Gabrielly došlo k eklampsii, tonicko-klonickým křečím ženy ve vyšším stupni těhotenství, a následně porodila mrtvého syna. Když dorazila zpráva o její nemoci, byl král Jindřich v zámku Fontainebleau. Následující den, 10. dubna 1599, když byl Jindřich na cestě za ní, zemřela Gabrielle d'Estrées v Paříži. K jejímu úmrtí došlo jeden den před plánovaným sňatkem.
Král byl tvrdě zasažen zármutkem, zejména vzhledem k široce rozšířeným fámám, že Gabrielle byla otrávena. Nosil za ni smutek, což žádný předchozí francouzský panovník v případě úmrtí své milenky neudělal. Její pohřeb byl s poctami královny, včetně toho, že její rakev byla vezena uprostřed průvodu princů, princezen a šlechticů do kostela Saint-Germain-l'Auxerrois v Paříži za účelem zádušní mše.  Gabrielle byla pohřbena v kostele Notre-Dame-La-Royale v opatství Maubuisson v obci Saint-Ouen-l'Aumône (Val-d'Oise, Île-de-France).
Její jméno je i v současnosti připomínáno nejen v rámci francouzské historie, ale lze je například najít i ve známé starofrancouzské písni La Belle Gabrielle. Po její smrti došlo k vydání publikace s názvem Mémoires secrets de Gabrielle d´Estrées (Tajné paměti Gabrielly d´Estrées). Obecně se předpokládá, že tato publikace byla sepsána některým z jejích přátel.  

## Děti

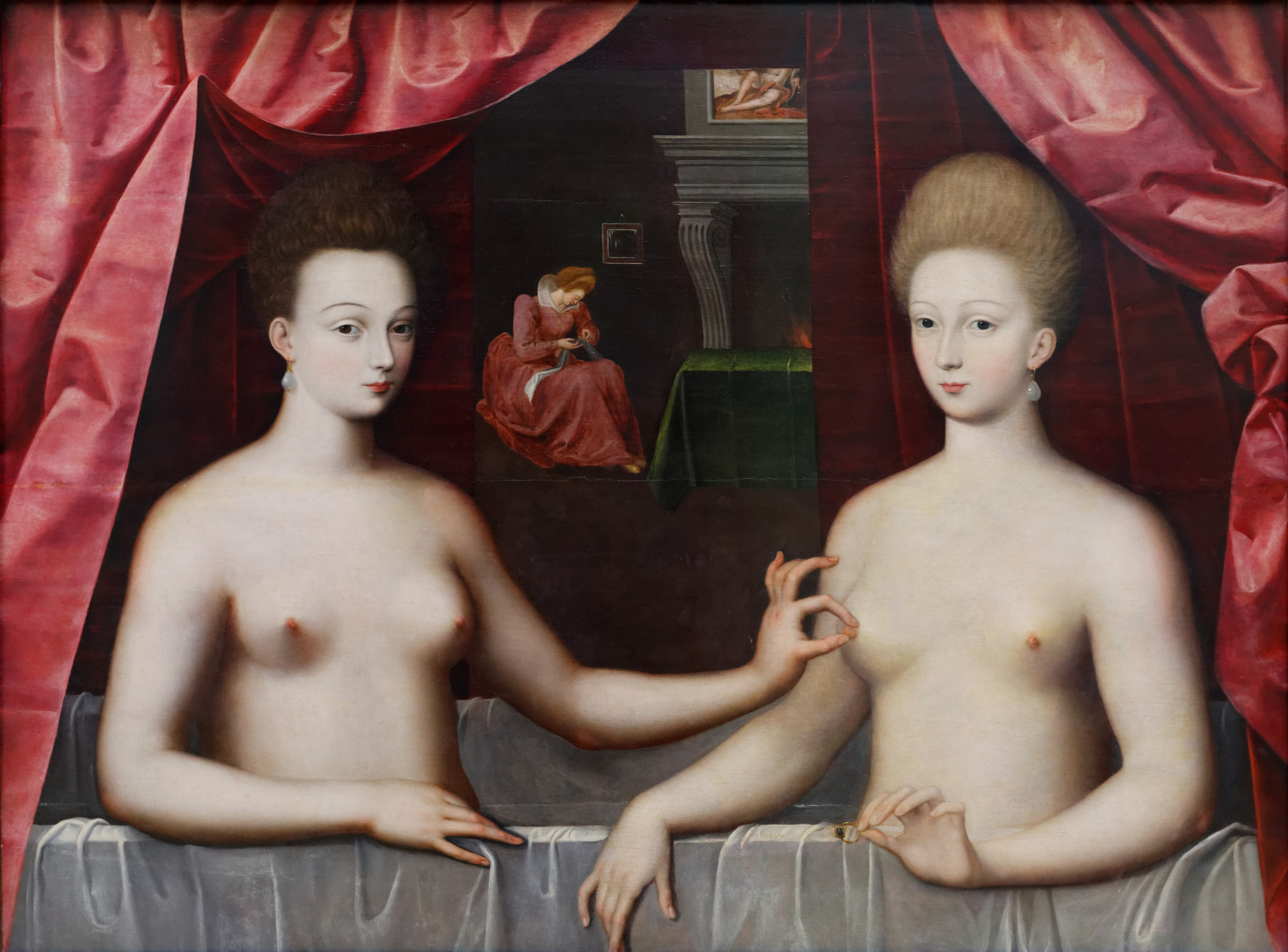
Obraz neznámého umělce z Fontainebleau z roku 1594, pravděpodobně znázorňující Gabriellu d´Estrées a její sestru, pozdější vévodkyni de Villars

Gabrielle d'Estrées měla s francouzským králem Jindřichem IV. čtyři děti:
- 1. César (3. 6. 1594 Coucy – 22. 10. 1665 Paříž), vévoda z Vendôme[9]
  - ⚭ 1609 Františka Lotrinská (1592 – 8. 9. 1669 Paříž)
- 2. Kateřina Jindřiška Bourbonská (11. 11. 1596 Rouen – 20. 6. 1663 Paříž)[9]
  - ⚭ 1619 Karel II., vévoda z Elbeufu (5. 11. 1596 Paříž – 5. 11. 1657 tamtéž)
- 3. Alexandr (23. 4. 1598 – 28. 2. 1629),[9] rytíř z Vendôme, svobodný a bezdětný
- 4. Syn (*/† 1599)

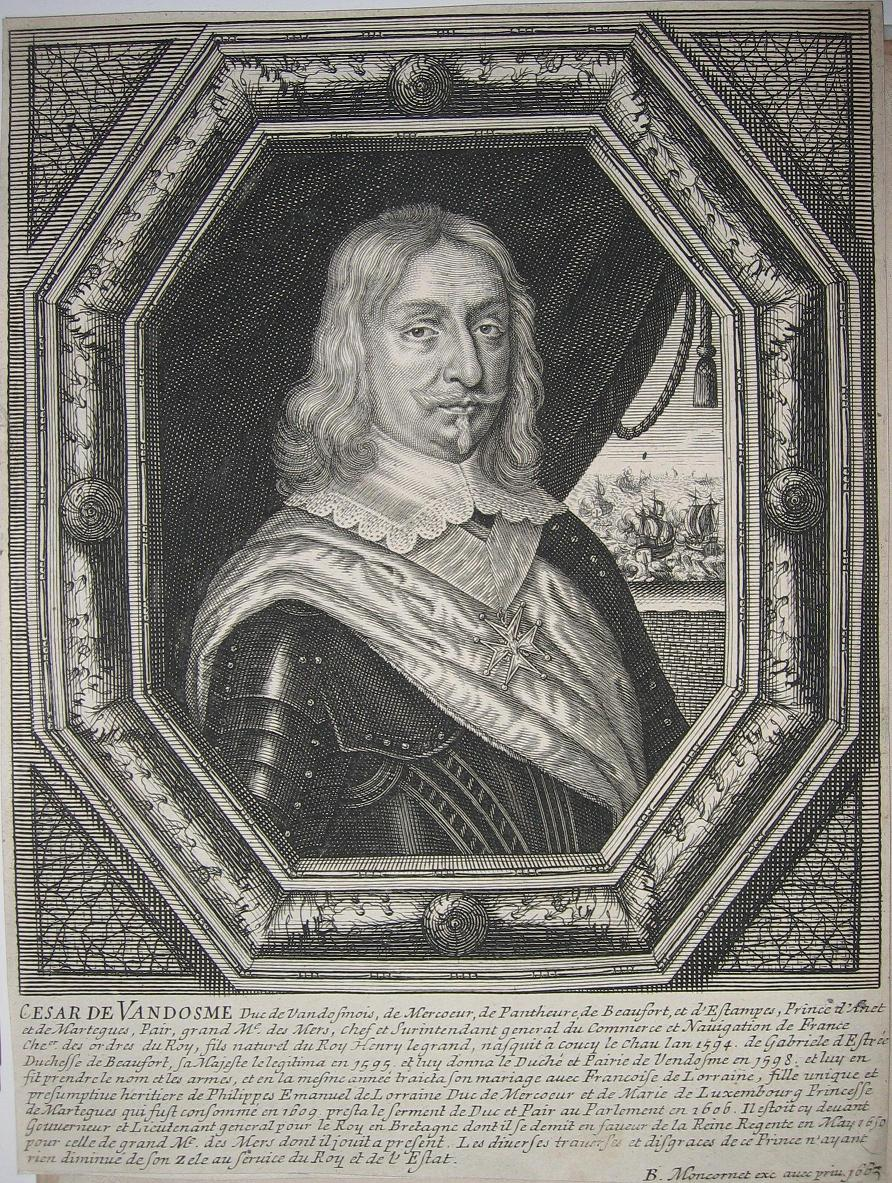
Rytý portrét Césara de Bourbon, vévody de Vendôme (1594–1665)
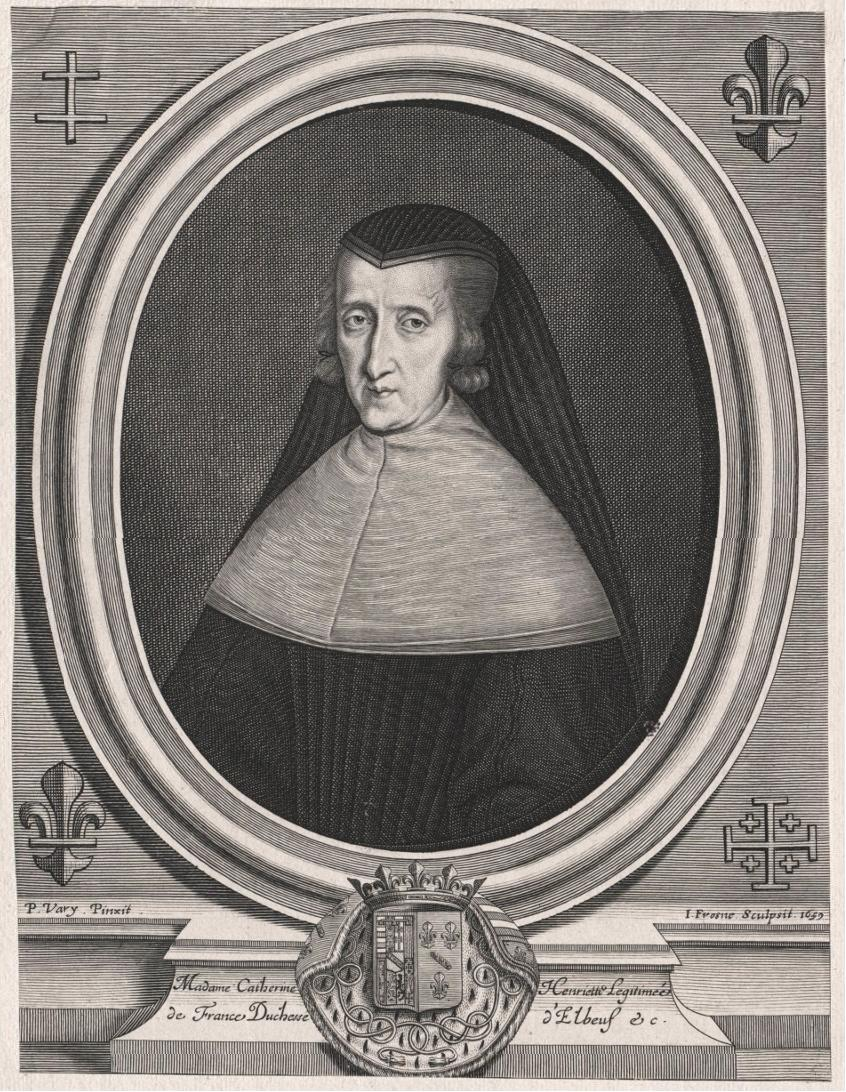
Catherine Henriette de Bourbon, legitimizovaná francouzská královská princezna v roce 1659

## Stopy v umění a povědomí veřejnosti

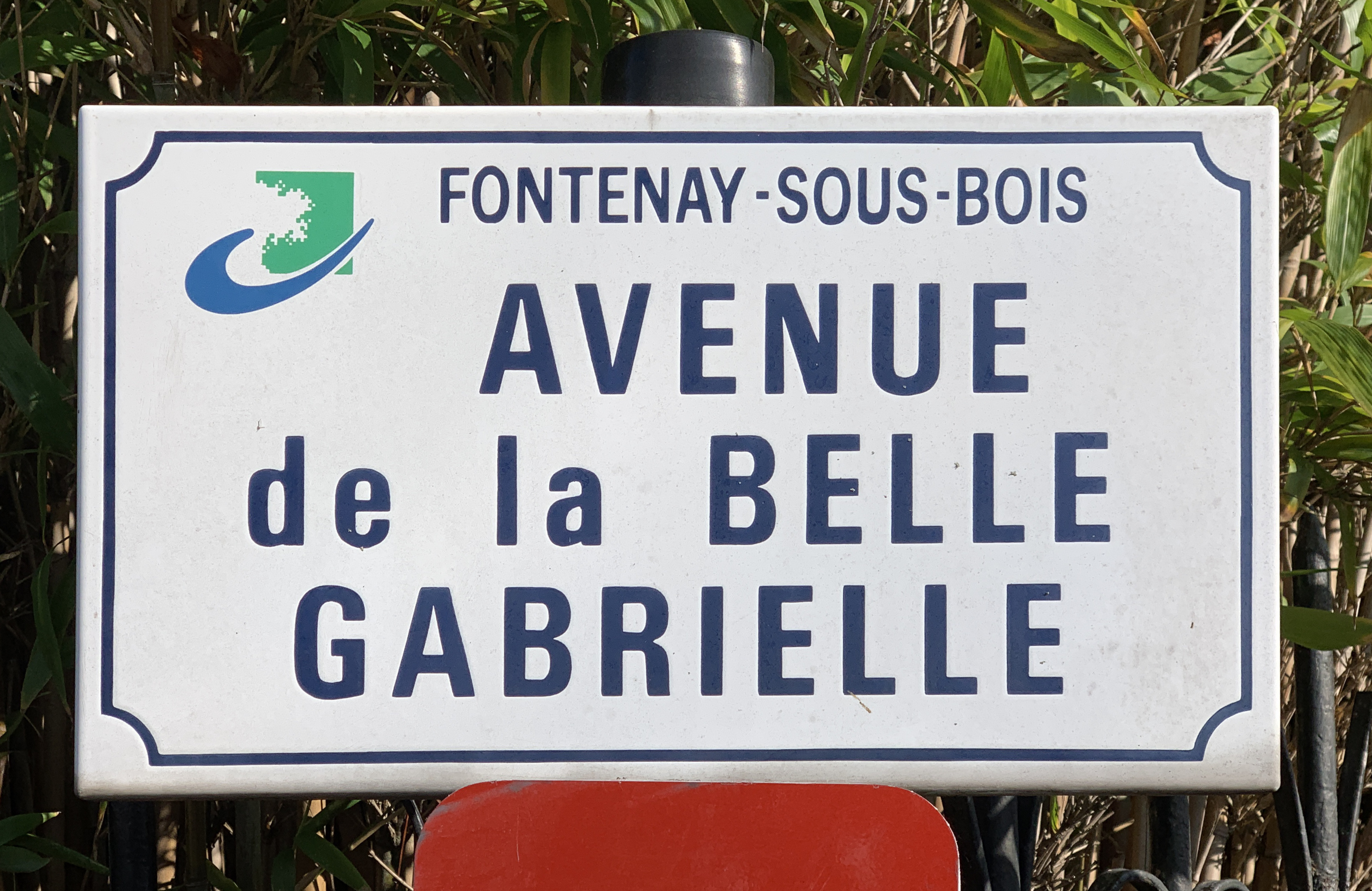

Gabrielle d'Estrées je pravděpodobně vyobrazena na obraze Gabrielle d'Estrées et une de ses sœurs (Gabrielle d´Estrées a jedna z jejích sester) od neznámého umělce (kolem 1594). Gabrielle sedí nahá ve vaně a drží prsten, který jí dal Jindřich IV. jako projev své lásky. Její rovněž nahá sestra (pozdější vévodkyně de Villars) sedí vedle ní a svírá prsty Gabriellinu pravou prsní bradavku. Obraz je umístěn v muzeu Louvre v Paříži.
Anglický malíř William Turner namaloval akvarelem „Veletržní palác Gabrielle v Bougivalu“ (soukromá sbírka, USA). Kromě toho je například ve městě Fontenay-sous-Bois v departementu Val-de-Marne po „krásné Gabielle“ pojmenována ulice (Avenue de la Belle Gabrielle).

### Další zmínky v literatuře
- Eudes de Mézeray, François Abrégé chronologique de l'Histoire de France 3 svs. Paříž: Chez Claude Robustel, 1717.
- Sully, Maximilien de Béthune, Mémoires du duc de Sully, Paříž: Chez Etienne Ledoux, 1828.
- Fleischhauer, Wolfram Die Purpurlinie, Stuttgart, 1996 Semikademická práce ve formě románu o jejím životě (německy)
- Fleischhauer, Wolfram La ligne pourpre, Paříž: J.-C. Lattès, 2005.